# Geertruida Jacoba Hilverdink

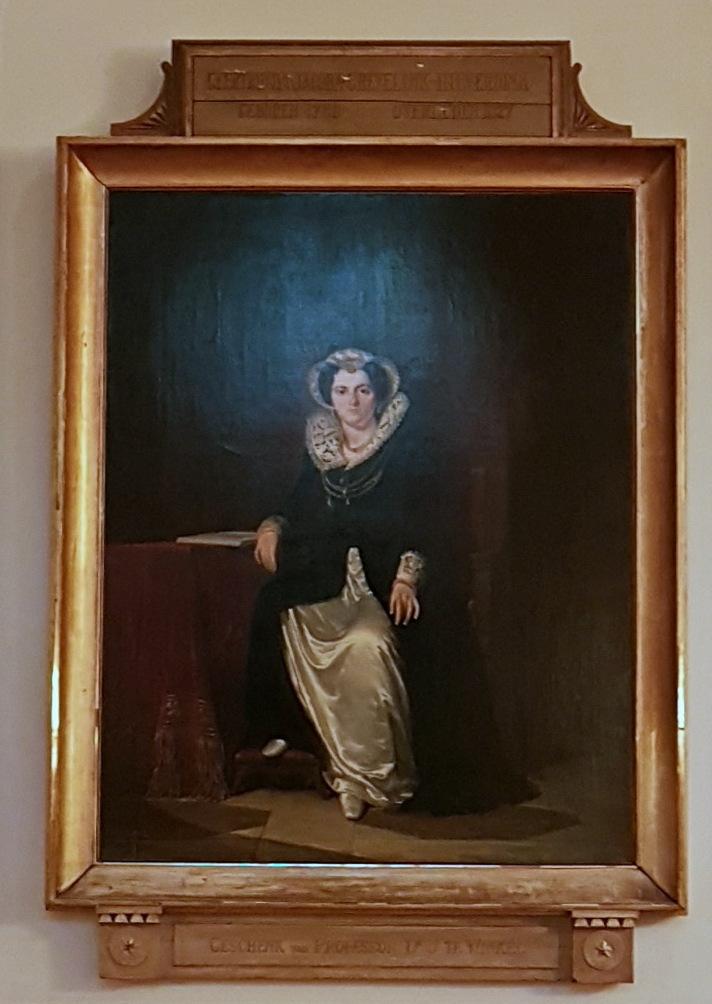
Geertruida Jacoba Hilverdink

Geertruida Jacoba Hilverdink (getauft am 11. August 1786 in Amsterdam; gestorben am 14. August 1827 ebenda) war eine niederländische Schauspielerin.

## Leben

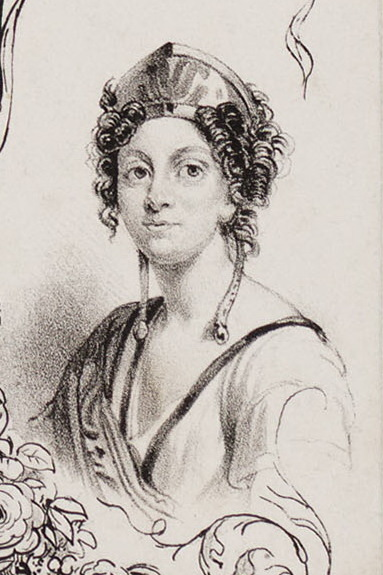
Geertruida Jacoba Hilverdink am Anfang ihrer Karriere um 1800

Geertruida Jacoba Hilverdink wurde am 11. August 1786 in Amsterdam getauft. Ihr Vater war der Schauspieler an der Stadsschouwburg Amsterdam Alexander Willem Hilverdink (1734–1799), der Könige, Tyrannen und Helden spielte und ihre Mutter die Schauspielerin kleinerer Rollen, Anna Margaretha Gisser (1754–1821). Sie war das achte von dreizehn Kindern der Familie, vier Kinder waren jedoch bereits jung gestorben. Ihre Eltern gerieten in finanzielle Schwierigkeiten, als ihr Lohn vom Theatervorstand halbiert wurde. Sie waren gezwungen, in ein heruntergekommenes Haus umzuziehen und warteten auf eine Schuldenbegleichung. Ihre Mutter bat um eine Überbrückungshilfe, ihr Vater war zu dem Zeitpunkt bereits sehr krank, er starb drei Jahre später. Dabei betonte sie, dass auch mehrere ihrer Kinder, wie Geertruida oder 
Johannes (1783–1828), als Schauspieler auf der Bühne gestanden hätten. Zwischen 1800 und 1805 zog die Familie nach Rotterdam. Ihre ältere Schwester Helena (1786–1827), ebenfalls Schauspielerin, blieb in Amsterdam.
Ihr Bühnendebüt hatte Geertruida Hilverdink vor 1805, wahrscheinlich mit der Wandertheatergruppe von Herman's-Gravezande, mit der sie mehrere Jahre lang spielte. Dort könnten sich 's-Gravezande und seine Frau, die Schauspielerin Jannetje Ramp um sie gekümmert haben, da sie mit ihrer Familie befreundet waren. Ab 1804 war Hilverdink die „jeune première“ in Rotterdam in Begleitung von Ward Bingley (1757–1818), dessen Schülerin sie war. Damals sorgte sie in der Titelrolle von Gabriëla van Vergy von Johannes Nomsz für Furore.
Geertruida Hilverdink heiratete am 22. November 1806 im Handelsgebiet Cool in Rotterdam den ehemaligen Marineleutnant Jacobus Grevelink (1781–nach 1855), zu jener Zeit arbeitsloser Sohn eines VOC-Equage-Kapitäns und Vater eines Anfang 1806 geborenen Kindes, das bei der Mutter, der Magd seines Vaters, lebte. Das Paar wurde zunächst von seiner Mutter unterstützt. Ihr erstes Kind starb namenlos und ungetauft und wurde in Bleiswijk bei Rotterdam beigesetzt. Ihr Sohn Alexander Willem wurde Ende 1808 geboren. Hilverdink setzte ihre Bühnenkarriere fort, da ihr Mann arbeitslos war. Kurz nach der Geburt von Alexander Willem zog die Familie nach Amsterdam,  denn dort debütierte Geertruida Hilverdink am 11. Februar 1809 in der Stadsschouwburg in der Titelrolle von Voltaires Olimpia. Am Amsterdamer Theater wurde Geertruida Hilverdink die vorgesehene Nachfolgerin der damals ersten Schauspielerin Johanna Cornelia Wattier. Bereits 1809 schrieb der Kritiker Abraham Louis Barbaz von ihrem „sehr großen künstlerischen Können“ und ihrer „großen Eignung“ für die Tragödie. Es gab auch kritische Stimmen zu ihrer Leistung, so wurde ihr Spiel auch als „steif, gezwungen, ohne Seele und Leben“ beschrieben. Ihre unterschiedlichen Leistungen lagen vermutlich auch an ihrer persönlichen Lebenssituation. Die Familie wurde immer größer und sie war die Ernährerin. Zwischen 1811 und 1819 hatte sie sechs Kinder, von denen eines kurz nach der Geburt starb. Der dreijährige Alexander Willem starb 1812.
Sie trat 1816 unter hohen Erwartungen die Nachfolge von Wattier als erste Schauspielerin der Stadsschouwburg an. Ihr Mann hatte 1817 endlich auch Arbeit. Er segelte im Februar als Schiffskapitän nach Batavia. So erlebte er die Geburt der Tochter Susanna Helena im Juni nicht, auch nicht den Tod des Mädchens im August. Geertruida Hilverdink musste das alles alleine durchstehen. Nach seiner Rückkehr wurde ihr Mann 1819 „Makler“.
Sie gründete mit dem Dramatiker Samuel Ipersz. Wiselius und dem Übersetzer Cornelis van der Vliet 1821 die „Genootschap voor Uiterlijke Welsprekendheid“, deren Ziel es war, jungen Menschen, die Begabung und Lust für die Schauspielkunst zeigten, kostenlos zu unterrichten. Dieses Ziel sei jedoch bereits nach zwei Jahren verloren gegangen, so Wiselius. Ab 1821 engagierte sie sich auch im Fonds zur Ausbildung und Ausbildung von Theaterkünstlern der Stadsschouwburg in Amsterdam. Sie unterrichtete im Auftrag des Fonds junge Schauspielerinnen im Tragödienschauspiel, darunter Christina da Silva.
Ihr Mann ging im August 1821 als Kapitän der Columbus auf Reisen und so war sie alleine, als zunächst ihre Mutter starb und dann im Januar 1822 ein Sohn geboren wurde. Auf der Rückreise erlitt die Columbus Schiffbruch, die Besatzung überlebte und Grevelink kehrte im März 1823 zurück nach Amsterdam. Ihr zehntes Kind wurde Ende November 1823 geboren. Ihr Mann wurde Beamter und Geertruida wurde erneut schwanger und bekam Zwillinge, die kurz nach der Geburt 1824 starben. Am 8. Mai 1827 stand sie als Tullia in Brutus von Voltaire auf der Bühne. Es war ihr letzter Auftritt.
Sie starb am 14. August 1827. Die Todesursache ist ungeklärt. Es gab Spekulationen, dass sie Suizid begangen habe, jedoch könnte sie auch einfach am Ende ihrer Kräfte gewesen sein. Sie musste ihre Familie zumeist alleine versorgen, erlitt viele schwere Schicksalsschläge und hat darunter sehr gelitten. Mit ihrem Mann führte sie eine eher unglückliche Ehe. Er blieb mit sieben kleinen Kindern zurück und heiratete ein Jahr später erneut.